# Adelaide Molinari
Adelaide Molinari (Garibaldi, 2 de fevereiro de 1938 – Eldorado do Carajás, 14 de abril de 1985), conhecida também como Irmã Adelaide, foi uma religiosa católica da Congregação das Filhas do Amor Divino e líder comunitária brasileira, lembrada por seu trabalho junto às comunidades urbanas e rurais pobres do sudeste do Pará.
Seu nome, legado e martírio inspiram certa devoção popular no norte do Brasil, relacionado aos direitos dos trabalhadores e a defesa das comunidades carentes.

## Biografia
Adelaide nasceu no município de Garibaldi, em 2 de fevereiro de 1938, filha de Salvador e Cecília Molinari, ambos agricultores; ainda na infância, mudou-se para o município gaúcho de Palmeira das Missões, onde passou a trabalhar com sua família nos labores rurais. No município, por influência dos pais, passou a frequentar o Instituto Religioso das Filhas do Amor Divino (Irfadi), indo morar e estudar definitivamente na instituição em seguida. No Irfadi, após o término da formação, aceitou o carisma da congregação, que apregoa estar a serviço dos mais necessitados.
Adelaide foi destacada, em 8 de abril de 1983, com mais duas religiosas da Congregação das Filhas do Amor Divino (FDC), para ir ao sudeste do Pará para formar protótipos de missões populares e Comunidades Eclesiais de Base no eixo Marabá-Eldorado do Carajás-Curionópolis. Seu trabalho deu origem a inúmeras pequenas comunidades católicas na região, que incluía o Centro Comunitário de Eldorado do Carajás, a Paróquia e Centro Comunitário de Nossa Senhora das Graças de Curionópolis (centro dos trabalhos) e até mesmo estruturação e suporte à Santa Casa da Misericórdia de Serra Pelada.

## Morte
No domingo, dia 14 de abril de 1985, por volta das 15 horas, Irmã Adelaide se encontrava no Terminal Rodoviário de Eldorado do Carajás, aguardando um ônibus interurbano para retornar à Casa das Irmãs em Curionópolis. Naquele local, conversava com o delegado sindical Arnaldo Dolcídio Ferreira, do Sindicato dos Trabalhadores Rurais da Região Sul e Sudeste do Pará. O sindicalista já havia recebido várias ameaças de morte e nesta hora sofreu um atentado à bala que perfurou o seu tórax e atingiu a Irmã Adelaide perfurando uma artéria do pescoço por onde jorrou todo o seu sangue o que a levou à morte instantânea. Arnaldo Ferreira sobreviveu a este atentado, mas foi assassinado sete anos mais tarde, também em Eldorado do Carajás. Os ideais de socorro aos mais necessitados de Adelaide eram próximos à teologia da libertação, fato que a tornava ligada a outros religiosos que atuavam na região como Padre Josimo, Dorothy Stang, Frei Henri des Roziers e Jean Hébette; os dois primeiros também tiveram destino martírico idêntico ao da religiosa.
O corpo de Irmã Adelaide foi velado na Igreja Nossa Senhora das Graças, em Curionópolis, num clima de muita comoção, que tomou a noite do dia 14 e o dia 15 de abril de 1985. O sepultamento de Irmã Adelaide foi realizado na noite do dia 15 de abril de 1985, numa sepultura ao lado da Igreja Nossa Senhora das Graças, em Curionópolis.
O autor do disparo foi preso alguns anos mais tarde, depois de um inquérito policial conturbado. Mais tarde foi considerado foragido da justiça até ser finalmente preso e julgado quase 20 anos após o acontecimento. O júri, ocorrido em Curionópolis, decidiu pela absolvição do acusado.

## Devoção e memória
É realizada anualmente a Caminhada de Irmã Adelaide, uma espécie de procissão de devoção à figura de Adelaide, mas também de memória e protesto em favor da paz; a primeira procissão, ocorrida em 14 de abril de 1986, partiu com 300 pessoas. A caminhada ocorre sempre no sábado após a Páscoa, iniciando-se na Igreja Católica Matriz de Eldorado do Carajás, passando pelo local do martírio e indo até a sepultura, em Curionópolis, percorrendo um trajeto de cerca de 30 quilômetros. A procissão chega a reunir entre três mil e dez mil pessoas.
O túmulo de Adelaide é local de peregrinação onde devotos rezam, depositam flores e deixam velas acesas; há também a fonte martirial, que é considerada sagrada.
Locais públicos, como escolas, ruas e organizações populares receberam o seu nome; bem como hinos, poemas, acrósticos, paródias e outros textos foram feitos em sua memória.
A devoção à Irmã Adelaide, conforme a publicação "ABC de Súplica", está relacionada à "defesa de pessoas indefesas", à "luta pela justiça", ao "protagonismo das mulheres" na obra missionária e, especialmente, na luta pela "causa sindical".

## Processo de beatificação
Em 24 de abril de 2022 foi iniciado o processo de beatificação ao fim das celebrações da Caminhada de Irmã Adelaide. Foi realizada uma missa na Igreja de Nossa Senhora das Graças, em Curionópolis, conduzida pelo bispo Vital Corbellini, da Diocese de Marabá. Ao final da missa, em um ato junto ao túmulo da religiosa, anunciou o início do processo de beatificação, ao passo que tornou-se Serva de Deus.

## Ver mais
- Lista de santos, beatos, veneráveis, servos de Deus brasileiros